# Halshuggning

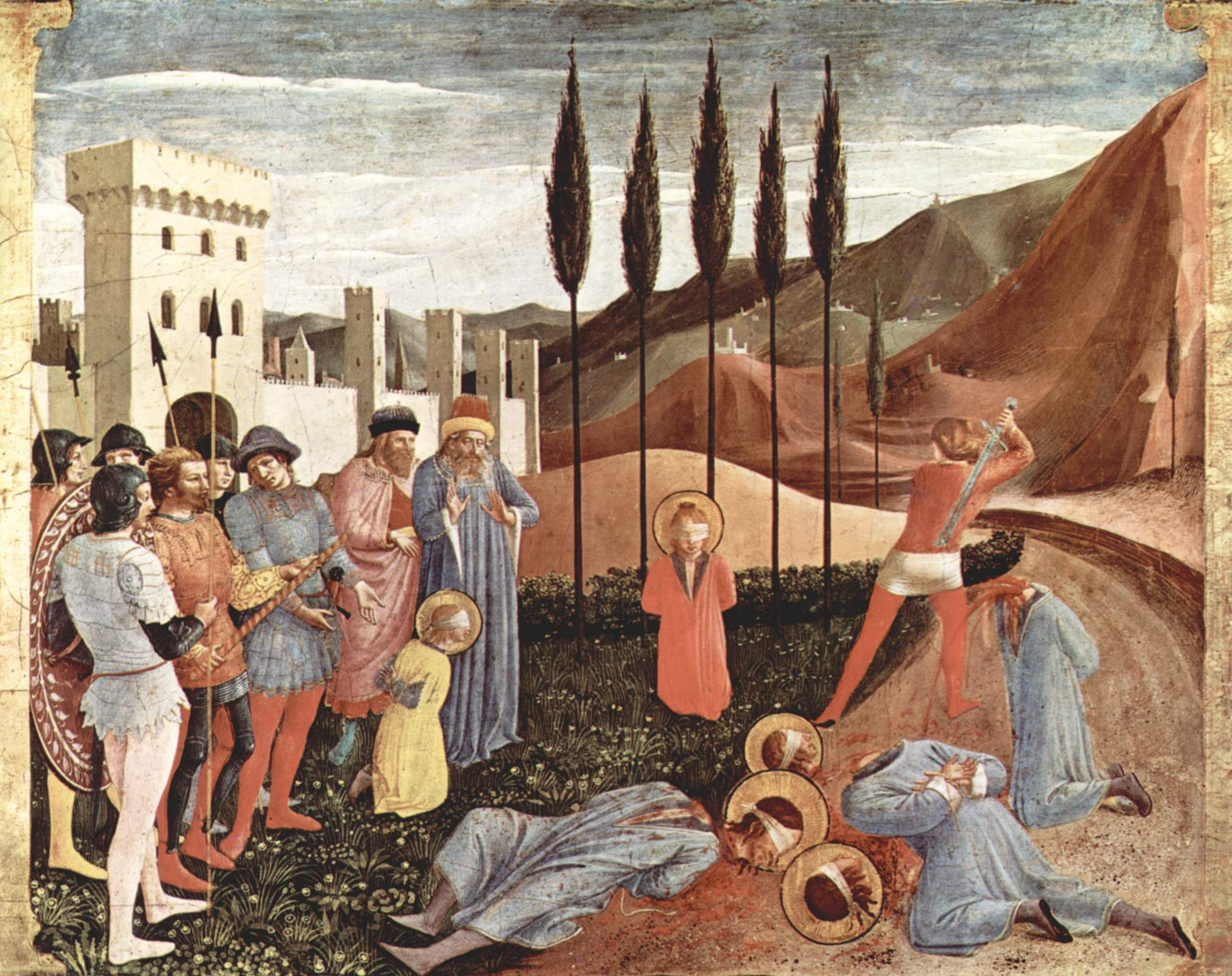
Halshuggningen av Kosmas och Damianus, målning av Fra Angelico.

Halshuggning innebär avlivning genom att huvudet skiljs från kroppen. Den medicinska termen dekapitering kommer ytterst från latinets de "av" och capitis "huvuds". Halshuggning är en äldre avrättningsmetod såväl som en fortfarande använd avlivningsmetod.  Halshuggning kan också ske vid höghastighetsolyckor.

## Avrättning
Halshuggning som bestraffning har förekommit länge. Våldsam amputering av kroppsdelar som straff, exempelvis med dragande hästar, nämnt i medeltida lagar, kunde också ibland inkludera huvudet, se skärpt dödsstraff.
Medelst skarpslipad handbila skildes huvudet från övriga kroppen. Detta var den vanligaste avrättningsmetoden i Sverige under 1800-talet, och standardmetod fram till 1906, men ändå kontroversiell då skarprättaren ibland missade sitt mål, och därmed kunde få hugga flera gånger innan personen ifråga avrättats. Detta inträffade till exempel i Sverige vid Konrad Petterson Lundqvist Tectors avrättning (då skarprättare Steineck förmodas ha varit berusad vid avrättningen).
Halshuggning med svärd förekommer idag som avrättningsmetod i Saudiarabien och användes även i Irak så sent som 2000 mot en rad kvinnor anklagade för prostitution. Mekanisk halshuggning med  giljotin har förekommit sedan medeltiden i främst Skottland men förnyades och fick ett genombrott under franska revolutionen, sedan en straffrättskommitté ledd av läkaren Joseph-Ignace Guillotin, som rekommenderade metoden. Den användes därefter i en rad europeiska länder (bland annat en gång i Sverige 1910), dock sällan om någonsin i USA, där andra metoder använts. Delstaten Utah, som domineras av mormonerna, förespråkade länge halshuggning eller skjutning, men det är oklart om den förra metoden någonsin använts. Ett annat undantag var under slavupproret i German Coast 1811: Their heads were placed on high poles, above and below the city, and along the river as far as the plantation on which the revolt began. Även under indiankrigen förekom halshuggningar. Få om några av dessa var emellertid rättssanktionerade. Storbritannien upphörde i praktiken med halshuggning under 1700-talet till förmån postum halshuggning och gradvis mer precisa former av hängning; straffet fanns dock som en möjlighet till 1973. 
Förutom i Frankrike och dess kolonier fick metoden ett uppsving i Tyskland, där den blev standardmetod för verkställande av dödsstraff av Adolf Hitler 1938. Den siste att halshuggas i Västtyskland var mördarna Richard Schuh och Berthold Weymeyer (Västberlin), båda 1949, i Östtyskland den tidigare lägerläkaren i Auschwitz Horst Fischer 1966, varefter skjutning infördes som metod. Hamida Djandoubi blev den siste att avrättas giljotin i Frankrike 1977, 185 år efter metoden infördes; de sista dödsdomarna utfärdades 1981, inklusive en fastställd, men samtliga benådades efter valet av Francois Mitterrand till president. I Schweiz användes den länge, huvudsakligen genom svärd, även om giljotinen infördes under 1800-talet. Efter återinförande av dödsstraffet på 1870-talet användes den sammanlagt nio gånger, senast 1940, kort innan dödsstraffet avskaffades i fredstid. Även Italien, Grekland och Beneluxländerna har giljotinen använts under 1800-talet.  
Talibanerna använde halshuggning med svärd som dödsstraff under sitt styre i Afghanistan, där sharia tillämpades. Idag är metoden i praktiken begränsad till Saudiarabien, där den är standardmetod.

## Olyckor
Donald Campbell halshöggs av sin vindruta i en båtkrasch i 480 km/h år 1967. Kroppen hittades först år 2001.